# Cloyes-sur-le-Loir
Cloyes-sur-le-Loir je naselje in občina v srednjem francoskem departmaju Eure-et-Loir regije Center. Naselje je leta 2008 imelo 2.676 prebivalcev.

## Geografija
Kraj leži v pokrajini Orléanais ob reki Loir, 56 km jugozahodno od Chartresa.

## Uprava
Cloyes-sur-le-Loir je sedež istoimenskega kantona, v katerega so poleg njegove vključene še občine Arrou, Autheuil, Boisgasson, Charray, Châtillon-en-Dunois, Courtalain, Douy, La Ferté-Villeneuil, Langey, Le Mée, Montigny-le-Gannelon, Romilly-sur-Aigre, Saint-Hilaire-sur-Yerre in Saint-Pellerin z 9.284 prebivalci.
Kanton Cloyes-sur-le-Loir je sestavni del okrožja Châteaudun.

## Zanimivosti
- cerkev sv. Jurija iz 12. in 15. stoletja;

## Pobratena mesta
- Hatzfeld (Hessen, Nemčija);